# Master-General of the Ordnance
 (août 2025).
La mise en forme du texte ne suit pas les recommandations de Wikipédia : il faut le « wikifier ».
Les points d'amélioration suivants sont les cas les plus fréquents :
- Les titres sont pré-formatés par le logiciel. Ils ne sont ni en capitales, ni en gras.
- Le texte ne doit pas être écrit en capitales (les noms de famille non plus), ni en gras, ni en italique, ni en « petit »…
- Le gras n'est utilisé que pour surligner le titre de l'article dans l'introduction, une seule fois.
- L'italique est rarement utilisé : mots en langue étrangère, titres d'œuvres, noms de bateaux, etc.
- Les citations ne sont pas en italique mais en corps de texte normal. Elles sont entourées par des guillemets français : « et ».
- Les listes à puces sont à éviter, des paragraphes rédigés étant largement préférés. Les tableaux sont à réserver à la présentation de données structurées (résultats, etc.).
- Les appels de note de bas de page (petits chiffres en exposant, introduits par l'outil «  Source ») sont à placer entre la fin de phrase et le point final[comme ça].
- Les liens internes (vers d'autres articles de Wikipédia) sont à choisir avec parcimonie. Créez des liens vers des articles approfondissant le sujet. Les termes génériques sans rapport avec le sujet sont à éviter, ainsi que les répétitions de liens vers un même terme.
- Les liens externes sont à placer uniquement dans une section « Liens externes », à la fin de l'article. Ces liens sont à choisir avec parcimonie suivant les règles définies. Si un lien sert de source à l'article, son insertion dans le texte est à faire par les notes de bas de page.
- La présentation des références doit suivre les conventions bibliographiques. Il est recommandé d'utiliser les modèles {{Ouvrage}}, {{Chapitre}}, {{Article}}, {{Lien web}} et/ou {{Bibliographie}}. Le mode d'édition visuel peut mettre en forme automatiquement les références.
- Insérer une infobox (cadre d'informations à droite) n'est pas obligatoire pour parachever la mise en page.

Pour une aide détaillée, merci de consulter Aide:Wikification.
Si vous pensez que ces points ont été résolus, vous pouvez retirer ce bandeau et améliorer la mise en forme d'un autre article.
Le Master-General of the Ordnance (MGO ; en français, Maître général de l'équipement) était l'un des plus hauts grades de l'armée britannique, poste occupé le plus souvent par un général britannique en service. Il était responsable de l'artillerie, du génie militaire, des fortifications, de l'approvisionnement militaire, du transport, des hôpitaux sur les champs de bataille et d'autres choses, sans toutefois être subordonné au Commander-in-Chief of the Forces de l'armée britannique. Entre 1855 et 1904, le poste est volontairement laissé vacant. Ensuite rétabli, le poste est officiellement aboli en septembre 2013.

## Histoire
L' Office of Armoury (Bureau de l'arsenal) est détaché du Privy Wardrobe of the Tower (Garde-robe privée de la tour de Londres) au début du XVe siècle. Henri V nomme Nicholas Merbury comme Master of the Ordnance (Maître de l'équipement militaire) , poste créé en 1415. Henri VIII crée l'Office of Ordnance (Bureau de l'équipement militaire) en 1544, lequel est renommé Board of Ordnance (Conseil de l'équipement militaire) en 1597. Son directeur est appelé Master-General of the Ordnance ; il supervise le Lieutenant-General of the Ordnance (en) et le Surveyor-General of the Ordnance (en). Avant la création d'une armée de terre ou d'une marine de guerre permanentes, le Board of Ordnance est la seule institution militaire permanente en Angleterre. En 1764, le MOG conçoit et met en vigueur le British standard ordnance weights and measurements (en) pour l'artillerie (standard pour les poids et mesures de l'armée britannique).
Le Master-General of the Ordnance est régulièrement de premier niveau dans le cabinet britannique, surtout à la fin du XVIIIe siècle et au début du XIXe siècle quand son titulaire est nommé à la suite d'une décision politique. En 1855, le poste est suspendu et quelques aspects cérémoniaux sont dévolus au Commander-in-Chief of the Forces. En 1904, le poste est à nouveau en vigueur et, jusqu'en 1938, le MOG est l'un des quatre membres de l'Army Board. 
En 1913, la direction de l'aviation militaire cesse d'être sous la responsabilité du MOG ; elle passe sous le contrôle du Department of Military Aeronautics ; le brigadier-général David Henderson est son premier directeur
En mars 2013, le titulaire est nommé « Director Land Capability and Transformation » mais participe encore à l'Army Board sous le titre « Master-General of the Ordnance ». Après septembre 2013, le poste est aboli.

## Masters of the Ordnance, 1415–1544
- Nicholas Merbury, 1415–1420[7]
- John Hampton 1429
- William Gloucestre, 1435[8]
- Gilbert Par, 1437[8]
- Thomas Vaughan 1450
- John Judde 1456-1460
- Richard Guildford 1485–1493
- Robert Clifford
- Sampson Norton 1511
- Henry Willoughby 1513
- William Skeffington 1529–1535
- Bernardin de Valois 1536
- Christopher Morris 1537–1544

## Masters-General of the Ordnance, 1544–1855
- Thomas Seymour 1544–1547
- Philip Hoby 1547–1554
- Richard Southwell 1554–1559
- Ambrose Dudley, 3e comte de Warwick 1560–1585
- Ambrose Dudley, 3e comte de Warwick en collaboration avec Philip Sidney 1585–1586
- Ambrose Dudley, 3e comte de Warwick 1586–1590
- Henry Lee 1590–1597
- Robert Devereux, 2e comte de Essex 1597–1601
- vacant de 1601 à 1603
- Charles Blount, 1er comte de Devonshire 1603–1606
- vacant 1606–1608
- George Carew, 1er Lord Carew, 1er comte de Totnes 1608–1629
- Horace Vere, 1er Lord Vere de Tilbury 1629–1634
- Mountjoy Blount, 1er comte de Newport 1634–1661
- William Compton 1661–1663
- en tant que commission de 1664 à 1670
  - William Berkeley, 1er baron de Berkeley
  - John Duncombe
  - Thomas Chicheley
- Thomas Chicheley 1670–1679
- en tant que commission de 1679 à 1682
  - John Chicheley
  - William Hickman
  - Christopher Musgrave
- George Legge, 1er baron de Dartmouth 1682–1688
- Frederick Schomberg, 1er duc de Schomberg 1689–1690
- vacant de 1690 à 1693
- Henry Sidney, 1er comte de Romney 1693–1702
- John Churchill, 1er duc de Marlborough 1702–1712
- Richard Savage, 4e comte de Rivers 1712
- James Hamilton, 4e duc de Hamilton 1712
- vacant de 1712 à 1714
- John Churchill, 1er duc de Marlborough 1714–1722
- William Cadogan, 1er comte de Cadogan 1722–1725
- François de La Rochefoucauld, marquis de Montendre 1725
- John Campbell, 2e duc de Argyll 1725–1740
- John Montagu, 2e duc de Montagu 1740–1742
- John Campbell, 2e duc de Argyll 1742
- John Montagu, 2e duc de Montagu 1742–1749
- vacant de 1749 à 1755
- Charles Spencer, 3e duc de Marlborough 1755–1758
- vacant 1758–1759
- John Ligonier, 1er vicomte Ligonier 1759–1763
- John Manners, marquis de Granby 1763–1770
- vacant de 1770 à 1772
- George Townshend, 4e vicomte de Townshend 1772–1782
- Charles Lennox, 3e duc de Richmond 1782–1783
- George Townshend, 4e vicomte de Townshend 1783–1784
- Charles Lennox, 3e duc de Richmond 1784–1795
- Charles Cornwallis, 1er marquis de Cornwallis 1795–1801
- John Pitt, 2e comte de Chatham 1801–1806
- Francis Rawdon Hastings, 2e comte de Moira 1806–1807
- John Pitt, 2e comte de Chatham 1807–1810
- Henry Phipps, 1er comte de Mulgrave 1810–1819
- Arthur Wellesley, 1er duc de Wellington 1819–1827
- Henry William Paget, 1er marquis de Anglesey 1827–1828
- William Carr Beresford, 1er vicomte de Beresford 1828–1830
- James Kempt 1830–1834
- George Murray 1834–1835
- Richard Hussey Vivian, 1835–1841
- George Murray 1841–1846
- Henry William Paget, 1er marquis de Anglesey 1846–1852
- Henry Hardinge, 1er vicomte de Hardinge 1852
- Fitzroy James Henry Somerset, 1er baron de Raglan 1852–1855

## Masters-General of the Ordnance, 1855-1904
Volontairement laissé vacant de 1855 à 1904.

## Masters-General of the Ordnance, 1904-2013
Parmi les titulaires du poste, on retrouve ;
- Lieutenant General James Murray (1904–1907)
- Major General Charles Hadden (1907–1913)
- Major General Stanley von Donop (1913–1916)
- Lieutenant General William Furse (1916–1919)
- Lieutenant General John Du Cane (1920–1923)
- Lieutenant General Noel Birch (1923–1927)
- Lieutenant General Webb Gillman (1927–1931)
- Lieutenant General Ronald Charles (1931–1934)
- Lieutenant General Hugh Elles (1934–1938)

Ensuite, Leslie Hore-Belisha, ministre de la guerre, suspend le poste car il juge qu'il ralentit la production militaire ; dans la foulée, il transfère le développement des chars d'assaut au Director General of Munitions Development. 
Le poste est remis en vigueur en 1959 : 
- Lieutenant General John Cowley (1960–1962)
- General Cecil Sugden (1962–1963)
- Lieutenant General Charles Jones (1963–1966)
- Lieutenant General Charles Richardson (1966–1971)
- General Noel Thomas (1971–1974)
- General John Gibbon (1974–1977)
- General Hugh Beach (1977–1981)
- General Peter Leng (1981–1983)
- General Richard Vincent (1983–1987)
- General John Stibbon (1987–1991)
- General Jeremy Blacker (1991–1995)
- Lieutenant General Robert Hayman-Joyce (1995–1998)
- Major General David Jenkins (1998–2000)
- Major General Peter Gilchrist (2000–2004)
- Major General Andrew Figgures (2004–2006)
- Major General Dick Applegate (June 2006-November 2006)
- Major General Chris Wilson (2006-2010)
- Major-General Bill Moore (2010-2011)
- Major-General Nick Pope (2011–2013)